# Toyota Indy 400 2004
Toyota Indy 400 2004 var ett race som var den femtonde av sexton deltävlingar i IndyCar Series 2004. Racet kördes den 3 oktober på California Speedway i Fontana, Kalifornien. Adrián Fernández tog sin tredje vinst på fem race, vilket var personligt rekord i hela hans karriär. Tony Kanaan säkrade titeln övertygande med en andraplats. Han var bara 0,018 sekunder bakom Fernández i mål, och precis som på tvillingbanan Michigan, fick han ge sig med mycket knapp marginal.

## Slutresultat
| Plats | Förare            | Team                     | Grid | Kvaltid |
| ----- | ----------------- | ------------------------ | ---- | ------- |
| 1     | Adrián Fernández  | Fernández Racing         | 5    | 33,446  |
| 2     | Tony Kanaan       | Andretti Green Racing    | 22   | -       |
| 3     | Dan Wheldon       | Andretti Green Racing    | 14   | 33,666  |
| 4     | Sam Hornish Jr.   | Marlboro Team Penske     | 3    | 33,323  |
| 5     | Buddy Rice        | Rahal Letterman Racing   | 7    | 33,515  |
| 6     | Dario Franchitti  | Andretti Green Racing    | 10   | 33,590  |
| 7     | Hélio Castroneves | Marlboro Team Penske     | 1    | 33,106  |
| 8     | Scott Dixon       | Chip Ganassi Racing      | 2    | 33,286  |
| 9     | Townsend Bell     | Panther Racing           | 17   | 33,707  |
| 10    | Mark Taylor       | Access Motorsports       | 12   | 33,640  |
| 11    | Scott Sharp       | Kelley Racing            | 15   | 33,672  |
| 12    | Ed Carpenter      | Cheever Racing           | 11   | 33,631  |
| 13    | Kosuke Matsuura   | Fernández Racing         | 18   | 33,790  |
| 14    | Tora Takagi       | Mo Nunn Racing           | 21   | 34,021  |
| 15    | Tomas Scheckter   | Panther Racing           | 13   | 33,645  |
| 16    | Tomáš Enge        | Patrick Racing           | 19   | 33,960  |
| 17    | Bryan Herta       | Andretti Green Racing    | 9    | 33,590  |
| 18    | Alex Barron       | Cheever Racing           | 16   | 33,674  |
| 19    | A.J. Foyt IV      | A.J. Foyt Enterprises    | 8    | 33,537  |
| 20    | Felipe Giaffone   | Dreyer & Reinbold Racing | 20   | 34,010  |
| 21    | Vitor Meira       | Rahal Letterman Racing   | 6    | 33,466  |
| 22    | Darren Manning    | Chip Ganassi Racing      | 4    | 33,360  |